# Lungani, Argeș
Lungani este un sat în comuna Vedea din județul Argeș, Muntenia, România.